# Howard Eisley
Howard Jonathan Eisley (Detroit, 4 dicembre 1972) è un ex cestista e allenatore di pallacanestro statunitense, professionista nella NBA.

## Carriera
È stato selezionato dai Minnesota Timberwolves al secondo giro del Draft NBA 1994 (30ª scelta assoluta).

## Statistiche

### College
| Anno      | Squadra          | PG  | PT | MP   | TC%  | 3P%  | TL%  | RP  | AP  | PRP | SP  | PP   |
| --------- | ---------------- | --- | -- | ---- | ---- | ---- | ---- | --- | --- | --- | --- | ---- |
| 1990-1991 | Boston C. Eagles | 30  | 30 | 33,7 | 36,0 | 35,1 | 75,0 | 2,6 | 3,3 | 1,5 | 0,2 | 9,9  |
| 1991-1992 | Boston C. Eagles | 31  | -  | 34,5 | 48,8 | 49,3 | 74,6 | 3,6 | 4,4 | 2,0 | 0,1 | 11,6 |
| 1992-1993 | Boston C. Eagles | 31  | -  | 37,5 | 44,3 | 41,3 | 83,4 | 3,5 | 4,9 | 1,2 | 0,2 | 13,7 |
| 1993-1994 | Boston C. Eagles | 34  | 34 | 35,4 | 47,6 | 48,4 | 79,0 | 3,4 | 4,6 | 1,5 | 0,1 | 16,0 |
| Carriera  | Carriera         | 126 | 64 | 35,3 | 44,4 | 44,7 | 78,4 | 3,3 | 4,3 | 1,5 | 0,1 | 12,9 |

### NBA

#### Regular Season
| Anno      | Squadra            | PG  | PT  | MP   | TC%  | 3P%  | TL%  | RP  | AP  | PRP | SP  | PP  |
| --------- | ------------------ | --- | --- | ---- | ---- | ---- | ---- | --- | --- | --- | --- | --- |
| 1994-1995 | Minnesota T'wolves | 34  | 4   | 14,6 | 35,2 | 25,0 | 77,5 | 1,2 | 2,3 | 0,5 | 0,1 | 3,3 |
| 1994-1995 | San Antonio Spurs  | 15  | 0   | 3,7  | 17,6 | 20,0 | -    | 0,4 | 1,2 | 0,0 | 0,1 | 0,5 |
| 1995-1996 | Utah Jazz          | 65  | 0   | 14,8 | 43,0 | 22,6 | 84,4 | 1,2 | 2,2 | 0,4 | 0,0 | 4,4 |
| 1996-1997 | Utah Jazz          | 82  | 0   | 13,2 | 45,1 | 27,8 | 78,7 | 1,0 | 2,4 | 0,5 | 0,1 | 4,5 |
| 1997-1998 | Utah Jazz          | 82  | 18  | 21,0 | 44,1 | 40,7 | 85,2 | 2,0 | 4,2 | 0,7 | 0,2 | 7,7 |
| 1998-1999 | Utah Jazz          | 50  | 0   | 20,8 | 44,6 | 42,0 | 83,8 | 1,9 | 3,7 | 0,6 | 0,0 | 7,4 |
| 1999-2000 | Utah Jazz          | 82  | 5   | 25,6 | 41,8 | 36,8 | 82,4 | 2,1 | 4,2 | 0,7 | 0,1 | 8,6 |
| 2000-2001 | Dallas Mavericks   | 82  | 40  | 29,6 | 39,3 | 39,8 | 82,5 | 2,4 | 3,6 | 1,2 | 0,1 | 9,0 |
| 2001-2002 | N.Y. Knicks        | 39  | 0   | 15,6 | 33,7 | 24,1 | 79,6 | 1,3 | 2,6 | 0,6 | 0,1 | 4,4 |
| 2002-2003 | N.Y. Knicks        | 82  | 76  | 27,4 | 41,7 | 38,9 | 84,8 | 2,3 | 5,4 | 0,9 | 0,1 | 9,1 |
| 2003-2004 | N.Y. Knicks        | 33  | 23  | 22,1 | 39,6 | 32,9 | 88,9 | 2,0 | 4,7 | 0,9 | 0,1 | 6,7 |
| 2003-2004 | Phoenix Suns       | 34  | 0   | 21,4 | 34,5 | 30,8 | 83,0 | 1,9 | 3,4 | 0,8 | 0,1 | 7,1 |
| 2004-2005 | Utah Jazz          | 74  | 1   | 19,3 | 39,8 | 26,2 | 79,5 | 1,2 | 3,4 | 0,6 | 0,1 | 5,6 |
| 2005-2006 | L.A. Clippers      | 13  | 0   | 8,6  | 23,5 | 25,0 | -    | 1,1 | 1,9 | 0,2 | 0,0 | 0,7 |
| 2005-2006 | Denver Nuggets     | 19  | 0   | 14,8 | 34,9 | 31,6 | 83,3 | 1,0 | 2,3 | 0,4 | 0,1 | 4,8 |
| Carriera  | Carriera           | 786 | 167 | 20,4 | 40,7 | 35,0 | 82,7 | 1,7 | 3,5 | 0,7 | 0,1 | 6,5 |

#### Playoffs
| Anno     | Squadra          | PG | PT | MP   | TC%  | 3P%  | TL%  | RP  | AP  | PRP | SP  | PP  |
| -------- | ---------------- | -- | -- | ---- | ---- | ---- | ---- | --- | --- | --- | --- | --- |
| 1996     | Utah Jazz        | 18 | 0  | 11,2 | 38,1 | 33,3 | 81,8 | 1,2 | 2,4 | 0,2 | 0,1 | 2,9 |
| 1997     | Utah Jazz        | 20 | 0  | 10,9 | 50,0 | 47,4 | 96,4 | 0,9 | 2,0 | 0,2 | 0,0 | 5,6 |
| 1998     | Utah Jazz        | 20 | 0  | 18,3 | 36,8 | 29,6 | 92,3 | 2,0 | 4,1 | 0,6 | 0,3 | 5,6 |
| 1999     | Utah Jazz        | 11 | 0  | 21,9 | 36,6 | 20,8 | 82,8 | 1,8 | 2,9 | 0,6 | 0,3 | 7,4 |
| 2000     | Utah Jazz        | 10 | 0  | 20,0 | 30,9 | 47,4 | 88,9 | 1,8 | 1,9 | 0,6 | 0,1 | 5,1 |
| 2001     | Dallas Mavericks | 9  | 0  | 21,6 | 35,8 | 38,5 | 100  | 1,3 | 1,9 | 0,6 | 0,1 | 5,8 |
| Carriera | Carriera         | 88 | 0  | 16,1 | 38,4 | 35,5 | 88,6 | 1,5 | 2,6 | 0,4 | 0,1 | 5,2 |